# Nicolae Popoviciu
Nicolae Popoviciu (n. 29 ianuarie 1903, Biertan, Sibiu, România – d. 20 octombrie 1960, Mănăstirea Cheia, Prahova, România) a fost un profesor universitar, scriitor și episcop ortodox al Episcopiei de Oradea din 1936 până în 1950, când a fost scos la pensie.

## Formarea
Nicolae Popoviciu urmează clasele primare la Biertan, la școala săsească de acolo, în limba germană. A învățat apoi la gimnaziul din Ibașfalău (în prezent Dumbrăveni), apoi la Școala Normală din Sibiu și Liceul „Andrei Șaguna” din Sibiu, între anii 1923-1927.
În anul 1925 a călătorit la Locurile Sfinte din Palestina și Egipt.
Studiile universitare le urmează la Facultatea de Teologie Ortodoxă din Cernăuți, unde se distinge prin cultură, viață cuvioasă și inteligență. Ca urmare, devine bursier la Facultatea de Teologie Ortodoxă a Universității din Atena între anii 1927-1928 și la Facultatea de Filosofie a Universității din München între anii 1928-1930. De asemenea, urmează cursuri la Tübingen, Leipzig și Breslau, între 1930-1932, ca parte a doctoratului pe care îl susține cu mult succes în 1934 la Cernăuți.
La 1 septembrie 1929 a fost hirotonit diacon. Fiind celibatar, acest gest însemna angajarea către monahism. La 23 noiembrie 1934 diaconul Nicolae Popoviciu este hirotonit preot de către mitropolitul Nicolae Bălan.
Nicolae Popoviciu cunoștea foarte bine limba română, germana, maghiara, greaca, franceza și latina.

## Cariera didactică
Ca urmare a pregătirii sale deosebite, a calităților dovedite și a vieții curate, între 1932-1936, Nicolae Popovici a fost numit profesor de teologie dogmatică și apologetică, omiletică și limba greacă la Academia Teologică Ortodoxă din Sibiu.

## Episcop de Oradea
Nu rămâne mai mult timp profesor universitar deoarece este chemat la o slujire mai înaltă, fiind ales pe 28 aprilie 1936 ca episcop al tinerei Episcopii de Oradea. Demersuri în acest sens au fost făcute de Roman Ciorogariu.
Tuns în monahism la Mănăstirea Cozia, a fost hirotonit arhiereu pe 1 iunie 1936, în Catedrala Mitropolitană din Sibiu și înscăunat în Biserica cu Lună din Oradea pe 28 iunie 1936.
A rămas în acest scaun timp de cinci ani. 20 din bisericile și casele parohiale ortodoxe ale orașului, construite din lemn, în mare parte vandalizate încă în vremea primului război mondial, au fost înlocuite cu biserici din piatră. Episcopul Nicolae Popoviciu a combătut în predicile sale libertinajul, desfrânarea, alcoolismul, ura dintre nații și numeroase alte patimi, militând pentru curăție, bună înțelegere între oameni, respect reciproc, hărnicie, credință, dragoste de țară etc. Începe demersurile pentru ridicarea Catedralei Ortodoxe din Oradea. Construiește la Beiuș un internat de fete. Instituie un sistem de ajutorare a celor loviți de calamități și nenorociri fiind, asemenea episcopului Pavel Șerpe din București, foarte apropiat de oamenii săraci.
Ca parte a luptei sale pentru buna înțelegere între oameni, în 1938 episcopul Nicolae Popoviciu a reprezentat Biserica Ortodoxă Română la Congresul Internațional al ”Alianței pentru înfrățirea popoarelor prin Biserică”, desfășurat la Faris Bad-Larvik (Norvegia). Aici episcopul orădean a susținut o comunicare despre minoritățile din România.
Între 1 aprilie 1940 și 25 martie 1941 episcopul Nicolae Popoviciu a fost și locțiitor al Episcopiei Timișoarei, înființată prin decret regal în anul 1939. În această calitate a organizat-o și înzestrat-o chiar din fonduri personale. Printre altele, lui i se datorează reședința episcopală și o clădire pentru Consiliul Eparhial, în centrul orașului Timișoara.

## Al Doilea Război Mondial
Ocuparea Ardealului de Nord de către Ungaria hortistă aduce și ocuparea Oradei. Episcopul Nicolae Popoviciu este reținut și brutalizat de autoritățile ungare de ocupație, apoi expluzat forțat din Ardealul de Nord. O vreme, episcopul Nicolae Popoviciu merge în Transnistria, intrată în administrație românească (de la Nistru la Bug), după august 1941. Astfel, el avea să facă parte din prima echipă de misionari de peste Nistru, cea a clericilor ortodocși ardeleni. Este vorba de 53 de preoți și episcopi care, sub îndrumarea mitropolitului Nicolae Bălan al Ardealului, va desfășura în Transnistria și Basarabia o frumoasă lucrare pastoral-misionară. La aceasta iau parte și episcopii Andrei Magieru al Aradului, Vasile Lăzărescu al Timișoarei și Veniamin Nistor al Caransebeșului.
Curând însă episcopul Nicolae Popoviciu se va întoarce la păstoriții săi din Crișana. Își așează scaunul arhieresc la Beiuș. Aici, printre altele, se ocupă mult de sprijinirea acelora dintre supraviețuitorii Holocaustului săvârșit de unguri în nord-vestul Transilvaniei care izbuteau să se refugieze în România. 
Atunci când poate, în vara anului 1942, Nicolae Popoviciu vine din nou în Transnistria, împreună cu protopopul Aurel Mușet, preotul militar Ion Croitoru, preotul profesor Cornel Sava și diaconul Aurel Dărăban, secretar eparhial. Ierarhul ardelean a vizitat și a oficiat slujbe la o serie de biserici refăcute de români; a făcut panihide la Catedrala Ortodoxă din Odesa, în memoria celor uciși în atentatul din 21 octombrie 1941, la cimitirul din Valea Dalnicului-Vacarjani și la Bereșani; a vizitat 31 unități militare și 20 de spitale de campanie, unde a rostit rugăciuni de vindecare, încurajând răniții; a sfințit bisericile din Jura și Popencu (jud. Râbnița); a asistat la Congresul Studenților Moldoveni din Transnistria, ținut la Tiraspol; a răspuns invitației ”Școlii de cultură românească pentru învățătorii moldoveni”, din același oraș, unde a rostit două discursuri: ”Raportul dintre știință și credință” și ”Crezul nostru național”. A împărțit 12.000 cărți de rugăciuni și tot atâtea iconițe.
Revenit la Oradea, a fost primit cu foarte multă bucurie și a început să lucreze la refacerea bisericilor și caselor parohiale pângărite sau distruse de hortiști.
Totodată însă începe și o puternică luptă pentru a apăra țara și biserica de influențele sovietice. Atât în predici și în sfătuirile cu oamenii, cât și în lucrările administrative și alegerile bisericești, ierarhul Nicolae al Oradei mărturisește neîncetat credința ortodoxă și opoziția față de ateism, față de ideea luptei de clasă, a urii între clase, a prigonirii oamenilor din motive religioase ori sociale etc. Demască repetat abuzurile bolșevice și susține că un sistem întemeiat pe nedreptate, violență și ură nu va putea dura, prezicând căderea comunismului nu doar în România, ci în întreaga lume.
Prima consecință este opoziția categorică a comuniștilor față de dorința membrilor Sfântului Sinod al Bisericii Ortodoxe Române de a-l alege patriarh. În 1945 candidatul cu cel mai mare sprijin în Sinod era episcopul Oradei, Nicolae Popoviciu. Totuși, față de presiunile extreme ale ocupanților sovietici și colaboraționiștilor comuniști, ierarhul ardelean sprijină - și își convinge și susținătorii să îl sprijine - pe Iustinian Marina.
Între anii 1947-1948 a fost ultimul președintele al Asociației Transilvănene pentru Literatura Română și Cultura Poporului Român (ASTRA).

## Scoaterea la pensie
La 15 mai 1948 urma să ia cuvântul pe Câmpia Libertății din Blaj, la festivitățile centenarului Adunării de la Blaj din 1848, în prezența prim-ministrului Petru Groza. Primul vorbitor a fost mitropolitul ortodox Nicolae Bălan. Văzând că episcopul greco-catolic Ioan Suciu este împiedicat să vorbească, episcopul Nicolae Popoviciu a refuzat să-și mai țină discursul.
În 1949, după arestarea colegului său Valeriu Traian Frențiu de la Oradea și a tuturor episcopilor greco-catolici din România, persecuția a fost extinsă și asupra episcopului Nicolae Popoviciu.
Pus sub urmărire permanentă de autorități, episcopul Nicolae Popoviciu era o țintă ce trebuia eliminată. Dragostea poporului și a clerului față de un om de maximă onestitate, a cărui dragoste față de cei nevoiași întrecea chiar și mărimea uriașei sale culturi teologice și laice, era însă un scut greu de străpuns. Rezistența anti-comunistă din Ardeal, activă din Maramureș până în Banat, ar fi putut fi alimentată extrem de mult de un gest violent față de un asemenea om. Ca urmare, persecuția se declanșează prin nenumărate controale gestionare și administrative realizate de organului statului, având ca scop blocarea activităților episcopiei și mai ales a lui Nicolae Popoviciu. Autoritățile impuseseră, de altfel, un om al lor, colaboraționistul Andrei Coman, fost greco-catolic și formal trecut la ortodocși, omul serviciilor secrete, drept vicar al arhiereului de la Oradea. Prin intermediul acestuia pe de-o parte culegeau informații din interior asupra lucrării creștine și anti-comuniste a ierarhului Nicolae și, pe de altă parte, executau presiuni permanente pentru a-i schimba atitudinea.
Față de cele întâmplate, Sinodul pune în discuție în toamna lui 1950 caterisirea lui Andrei Coman pentru: defăimarea episcopului (can. 55 Apostolic), nesupunere față de episcop (can. 8 IV) și conspirație împotriva chiriarhului său (can. 18 IV, 34 Trulan). Autoritățile de stat se opun total. În schimb cer demiterea ierarhului Nicolae Popoviciu ca singură alternativă la arestarea lui. Documentele consemnează situația și în această formă:
Pe 2 octombrie 1950 patriarhul Justinian Marina a fost chemat de Groza și Dej. Cu prim-ministrul a stat de vorbă de la 7 dimineața până la 12:30. Patriarhul a relatat ulterior discuțiile cu cei doi: „Situația lui Popovici e mai gravă decât bănuiam. Niciodată nu l-am văzut pe premier atât de supărat; a zbierat pur și simplu la mine. Mi-a spus limpede că, dacă Sinodul nu-l îndepărtează pe Popovici din fruntea eparhiei Oradea, îl va aresta. Dacă nu l-a arestat până acum, aceasta a făcut-o pentru a nu știrbi prestigiul Bisericii.”

## Internarea la Mănăstirea Cheia
Ca urmare se hotărăște demiterea lui și încarcerarea la o mănăstire. La plecarea de la Oradea episcopul este brutalizat de comuniștii orădeni care luaseră parte la înlăturarea sa. Temându-se de orice apropiere între Rezistența anticomunistă și arhiereul Oradei, comuniștii impun închiderea lui la Mănăstirea Cheia, aflată într-o zonă foarte bine controlată de trupele sovietice de ocupație și de cele comuniste.
Acolo episcopul Nicolae Popovici a fost urmărit permanent de către agenții și provocatorii trimiși de Securitate, „care vor să discute cu el, dar se ferește, iar unuia i-ar fi spus în față să plece că este agent”, precum se exprima la 7 iulie 1953 față de informatorul „Marcu”. Chiar un călugăr din mănăstire, informator al Securității, avea să-i spună: „Prea Sfințite, păziți-vă de mine, fiindcă eu sunt pus de Securitate ca să raportez tot ce faceți în mănăstire, cu cine stați în contact, cine vă vizitează. Faceți în așa fel ca să vă feriți, să nu vă văd eu”. De asemenea, era șicanat cu percheziții ale Securității, mai ales în chilia în care locuia. Având domiciliul obligatoriu impus de regimul comunist, Popovici era obligat ca, de fiecare dată, când părăsea mănăstirea, să anunțe organele locale de miliție, ceea ce nu făcea, motiv pentru care era urmărit îndeaproape. Este acuzat de sprijinire a rezistenței din munți, anchetat, hărțuit. I se fac percheziții repetat în chilie. Se încearcă până și otrăvirea lui, prin aceeași agenți comuniști infiltrați în mânăstire.
După zece ani de persecuții, prigoane, domiciliu forțat, călătorii sub supraveghere, tentative de otrăvire și numeroase alte suferințe, episcopul Nicolae Popovici trece la cele veșnice în 20 octombrie 1960, la mânăstirea în care era închis sub supraveghere, fiind înmormântat în localitatea sa natală, Biertan.

## Lucrări
- Începuturile nestorianismului. Cu specială considerație asupra anatematismelor Sf. Ciril, Sibiu 1933, 76 p.;
- Epicleza euharistică, Sibiu, 1933, VIII + 351 p.;
- Lespezi de altar (cuvântări), Beiuș, 1942, 176 p.

## Distincții
- Ordinul Meritul Cultural, în gradul de Cavaler clasa I, pentru biserică (1 februarie 1943)[5]